# Định lý tang

Hình 1 - Tam giác với ba cạnh a, b, c và ba góc đối diện α, β, γ

Trong lượng giác, định lý tan biểu diễn mối liên quan giữa chiều dài hai cạnh của một tam giác và tan của hai góc đối diện với hai cạnh đó.
Với các ký hiệu trong hình bên, định lý tan được biểu diễn:
{\displaystyle {\frac {a-b}{a+b}}={\frac {\tan[{\frac {1}{2}}(\alpha -\beta )]}{\tan[{\frac {1}{2}}(\alpha +\beta )]}}.}

## Chứng minh định lý tan dựa vàođịnh lý sin:
{\displaystyle {\frac {a}{\sin \alpha }}={\frac {b}{\sin \beta }}.}
Đặt
{\displaystyle d={\frac {a}{\sin \alpha }}={\frac {b}{\sin \beta }},}
ta có
{\displaystyle a=d\sin \alpha {\text{ và }}b=d\sin \beta .\,}
Do đó
{\displaystyle {\frac {a-b}{a+b}}={\frac {d\sin \alpha -d\sin \beta }{d\sin \alpha +d\sin \beta }}={\frac {\sin \alpha -\sin \beta }{\sin \alpha +\sin \beta }}.}
Dùng công thức lượng giác
{\displaystyle \sin(\alpha )\pm \sin(\beta )=2\sin \left({\frac {\alpha \pm \beta }{2}}\right)\cos \left({\frac {\alpha \mp \beta }{2}}\right),\;}
ta có
{\displaystyle {\frac {a-b}{a+b}}={\frac {2\sin {\tfrac {1}{2}}\left(\alpha -\beta \right)\cos {\tfrac {1}{2}}\left(\alpha +\beta \right)}{2\sin {\tfrac {1}{2}}\left(\alpha +\beta \right)\cos {\tfrac {1}{2}}\left(\alpha -\beta \right)}}={\frac {\tan[{\frac {1}{2}}(\alpha -\beta )]}{\tan[{\frac {1}{2}}(\alpha +\beta )]}}.\qquad \blacksquare }
Hoặc có thể chứng minh theo cách khác bằng công thức sau
{\displaystyle \tan \left({\frac {\alpha \pm \beta }{2}}\right)={\frac {\sin \alpha \pm \sin \beta }{\cos \alpha +\cos \beta }}}
(xem công thức tang góc chia đôi).

## Ứng dụng
Từ công thức
{\displaystyle \tan[{\frac {1}{2}}(\alpha -\beta )]={\frac {a-b}{a+b}}\tan[{\frac {1}{2}}(\alpha +\beta )]={\frac {a-b}{a+b}}\cot[{\frac {\gamma }{2}}]}
ta tính được {\displaystyle \alpha -\beta } nếu biết hai cạnh a, b của một tam giác và góc xen giữa {\displaystyle \gamma } hai cạnh đó. Biết {\displaystyle \alpha +\beta =180^{\circ }-\gamma } ta tính được {\displaystyle \alpha } và {\displaystyle \beta }. Cạnh thứ ba {\displaystyle c} có thể tính bằng Định lý sin.